# (31848) Mikemattei
(31848) Mikemattei est un astéroïde de la ceinture principale.

## Description
(31848) Mikemattei est un astéroïde de la ceinture principale. Il fut découvert le 3 mars 2000 aux monts Santa Catalina par le programme CSS. Il présente une orbite caractérisée par un demi-grand axe de 2,40 UA, une excentricité de 0,17 et une inclinaison de 13,4° par rapport à l'écliptique.